# Милана Стојадиновић Милић
Милана Стојадиновић-Милић (Београд, 1962) српска је композиторка и редовни професор на Катедри за композицију-композиционо техничке дисциплине Факултета музичке уметности у Београду.

## Живот
Рођена је у Београду 1962. године, дипломирала и магистрирала на Одсеку за композицију и оркестрацију Факултета музичке уметности у Београду у класи професора Александра Обрадовића. Члан Удружења композитора Србије.
Композиције су јој извођене на фестивалима, концертима и емитоване на радио и телевизијским програмима у Србији, Хрватској, Словенији, Републици Српској, Бугарској, Грчкој, Француској, Италији, Немачкој, Великој Британији... Дела су јој издавана на ЦД-има у земљи и иностранству и у оквиру међународног пројекта Савремена музика Балкана.
Аутор је неколицине теоријских радова на тему хармонске анализе и методике наставе предмета Хармонија са хармонском анализом ("Четири духовна стиха Марка тајчевића -снага прозме у преламању тоналног и модалног", "Хармонска анализа као стваралачки процес - метод Дејана Деспића")
Њена биографија је уврштена у седам издања лексикона „Who is Who in Classical Music“ британске издавачке куће Europa Publications.

## Значајнија дела
- за симфонијски оркестар[3]
- за клавир и симфонијски оркестар
- Дувачки квинтет Шаблон:Kaleidoskop
- Гудачки квартети Мелодија и Рок-џез-рол етида на распродаји
- Циклус вокалних минијатура Сузе за сопран, алт флауту и клавир
- Исечак међувремена за сопран, флауту и клавир
- вокални циклус Песме о сну за сопран и клавир
- „Чежња“ за мецосопран и клавир
- Еол за трио виолончела
- и  за флауту, виолину и клавир,
- за кларинет виолину и клавир
- (Дрим) за флауту и клавир
- – за виолину, бандонеон, контрабас и клавир,
- за виолину, виолончело и клавир,
- "Плава песма" за мецосопран и клавир,
- композиције за ученике клавира основних и средњих музичких школа (Tajni agent sa Timpaniusa, Šopenesa, Prvozvani, Rok-džez-rol etida...)

## Награде
Добитница је награда "Јосип Славенски" и "Василије Мокрањац", неколико награда Удружења композитора Србије, две награде Међународне трибине композитора, као и Октобарске награде града Београда за студенте.